# Arctia paucimacula
Arctia paucimacula är en fjärilsart som beskrevs av Smith 1953. Arctia paucimacula ingår i släktet Arctia och familjen björnspinnare. Inga underarter finns listade i Catalogue of Life.